# Gvineja
Gvineja (francosko Guinée), uradno Republika Gvineja (République de Guinée), je obmorska država v severozahodni Afriki. Nekoč znana kot Francoska Gvineja (Guinée française), sodobno državo včasih imenujejo Gvineja Conakry po njenem glavnem mestu Conakry, da se razlikuje od drugih istoimenskih držav, kot sta Gvineja Bissau in Ekvatorialna Gvineja. Gvineja na zahodu meji na Severni Atlantski ocean in Gvinejo Bissau, na severu na Senegal in Mali, na vzhodu na Slonokoščeno obalo ter na jugu na Liberijo in Sierro Leone.

## Uprava

### Regije in prefekture
Republika Gvineja pokriva 245.857 kvadratnih kilometrov zahodne Afrike, približno 10 stopinj severno od ekvatorja. Gvineja je razdeljena na štiri naravne regije z različnimi človeškimi, zemljepisnimi in podnebnimi značilnostmi:
- Pomorska Gvineja (La Guinée Maritime) pokriva 18 % države.
- Srednja Gvineja (La Moyenne-Guinée) pokriva 20 % države.
- Gornja Gvineja (La Haute-Guinée) pokriva 38 % države.
- Gozdna Gvineja (Guinée forestière) pokriva 23 % države in je tako gozdnata kot gorata.

Gvineja je razdeljena na osem upravnih regij, ki so razdeljene na triintrideset prefektur. Conakry je glavno in največje mesto ter gospodarsko središče Gvineje. Nzérékoré, ki se nahaja v Gozdnati Gvineji v južni Gvineji, je drugo največje mesto. 
Druga večja mesta v državi z več kot 100.000 prebivalci so Kankan, Kindia, Labé, Guéckédou, Boké, Mamou in Kissidougou. 
- Glavno mesto Conakry z 1.675.069 prebivalcev se uvršča v posebno območje.

| Regija    | Glavno mesto | Prebivalci (Popis 2014 Državnega inštituta za statistiko) |
| --------- | ------------ | --------------------------------------------------------- |
| Conakry   | Conakry      | 1.675.069                                                 |
| Nzérékoré | Nzérékoré    | 1.591.716                                                 |
| Kindia    | Kindia       | 1.573.690                                                 |
| Boké      | Boké         | 1.092.291                                                 |
| Labé      | Labé         | 1.001.392                                                 |
| Mamou     | Mamou        | 737.062                                                   |
| Kankan    | Kankan       | 1.979.038                                                 |
| Faranah   | Faranah      | 949.589                                                   |